# The Return of Alleinunterhalter (1999)
The Return of Alleinunterhalter er et album fra 1999 med Mambo Kurt. Denne udgave er udgivet af Virgin Music, og indeholder færre numre end udgaven fra 1998.

## Spor
- 1. "Engel" (Rammstein)
- 2. "Waiting room" (Fugazi)
- 3. "Nowhere" (Therapy?)
- 4. "Creep" (Radiohead)
- 5. "Basket case" (Green Day)
- 6. "Paradise city" (Guns N' Roses)
- 7. "Medley" ("Born slippy" – Underworld; "Sonic empire" – Westbam; "Remember me" – Blue boy)
- 8. "Come as you are" (Nirvana)
- 9. "Cantaloop" (Us 3)
- 10. "Bombtrack" (Rage against the machine)
- 11. "Insomnia" (Faithless)
- 12. "Musik ist Trumpf"
- 13. "Time to wonder" (Fury in the Slaughterhouse)
- 14. "Jump" (Van Halen)
- 15. "You'll never walk alone"